# Distretto di La Chorrera
Il distretto di La Chorrera è un distretto di Panama nella provincia di Panama con 161.470 abitanti al censimento 2010

## Geografia antropica

### Suddivisioni amministrative
Il distretto è suddiviso in 14 comuni (corregimientos); Barrio Balboa e Barrio Colón costituiscono la città di La Chorrera
- Barrio Balboa
- Barrio Colón
- Amador
- Arosemena
- El Arado
- El Coco
- Feuillet
- Guadalupe
- Herrera
- Hurtado
- Iturralde
- La Represa
- Los Díaz
- Mendoza
- Obaldía
- Playa Leona
- Puerto Caimito
- Santa Rita